# Jean-Baptiste Tellot
Jean-Baptiste Tellot, né le 19 décembre 1765 à Laval en Mayenne  et mort le 5 août 1824 à Laval, est un architecte et un homme politique français. Ses réalisations sont toutes situées dans le département de la Mayenne.

## Biographie

### Origine
La famille Tellot est originaire de la Brie. Elle est d'abord établie. Elle s'est implantée à Laval par le mariage d'André Tellot, né à Saint-Loup-de-Naud (Seine-et-Marne), avec Julienne Laloire, 1686. Depuis cette époque, il est contrôleur des bans de mariage et des exploits et ses enfants sont nommés par des notables comme M. de la Roussardière, seigneur de Vautorte, Jean de Reclesne. Leur fils René-Jean-André Tellot (1701-1778), devenant notaire à Laval, notaire, greffier au siège ordinaire, receveur des consignations.
Parmi ses trois enfants, Jean-André Tellot, père de Jean-Baptiste Tellot, qui tint les mêmes charges. Il épousa en 1764, Jeanne-Françoise-Barbe Boussard. Notaire royal et expert, greffier en chef du siège royal, il fut député à Paris pour la Fête de la Fédération en 1790. Electeur le 28 juillet 1791, il est chargé d'approprier la Collégiale Saint-Tugal de Laval pour servir de palais de justice et de prison, le 30 novembre 1791. Il est délégué pour présider au tirage au sort à Saint-Ouën-des-Toits, le 15 août 1792 (premier soulèvement de la Chouannerie, où parut Jean Chouan). Il est membre du Comité révolutionnaire de Laval, spécialement chargé des instituteurs et institutrices, en 1793, officier municipal sur la nomination de François-Joachim Esnue-Lavallée et de Jean-François Boursault-Malherbe. Il avait épousé en 1764 Jeanne-Françoise-Barbe Boussard et vivait en l'an IV. Selon l'Abbé Angot, il vivait encore en l'an IV. Jean-André Tellot assiste à Brûlon aux premières expériences du télégraphe des frères Chappe.

### Révolution française
Il étudia au Collège de la Flèche sous Noël-Gabriel-Luce Villar auquel il alla porter la nouvelle de son élection d'évêque constitutionnel de la Mayenne avec Jérôme Frin de Corméré.
Architecte, il délimita les paroisses de la Trinité et de Notre-Dame de Laval, 13 janvier 1792.
On lui doit la réalisation de nombreux travaux publics, plans des rues, places et promenades à créer dans l'enclos du Couvent des Jacobins, et fit beaucoup d'autres travaux de voirie. Comme architecte il exécuta beaucoup de travaux particuliers dont les plans du Château du Fouilloux.

### L'homme politique
Comme son père, il s'engagea résolument dans la Révolution française. Il eut successivement les charges suivantes : 
- Agent national du district de Laval, 4 avril 1794, confirmé par Jean-François Boursault-Malherbe le 15 novembre 1794 et par les électeurs le 7 vendémiaire ; il est révoqué le 13 floréal an III, et remplacé par Jean-François Defermon ;
- Elu membre d'un jury le 15 thermidor, électeur primaire le 19 fructidor, membre du bureau des subsistances le 18 vendémiaire an IV, administrateur le 20 vendémiaire ;
- Commissaire auprès de l'administration centrale le 20 germinal en place de Juliot-Lerardière et révoqué le 7 messidor an IV.
- Administrateur du département de la Mayenne, le 16 avril 1799 ;
- Membre du premier Conseil général de la Mayenne, du 1er prairial an VIII (21 mai 1800) à l'an XIII (1805)[2].

Pour l'Abbé Angot, d'après sa volumineuse correspondance avec les ministres, il voyait partout des Chouans et des conspirateurs, des prêtres réfractaires, « ennemis du genre humain». Il avait servi de greffier à la Commission Proust pendant qu'elle siégeait à Laval, 23-24 décembre 1793. Il est désigné comme un des Grands notables du Premier Empire du département de la Mayenne
Il mourut à 58 ans, indiqué propriétaire, époux de Marie-Joséphine Mercier-Desfontaines.

## Réalisations
- Château du Fouilloux (1785) à Saint-Germain-le-Fouilloux ;
- Fontaine Saint-Martin (1810) à Laval

### Sources
- « Jean-Baptiste Tellot », dans Alphonse-Victor Angot et Ferdinand Gaugain, Dictionnaire historique, topographique et biographique de la Mayenne, Laval, A. Goupil, 1900-1910 [détail des éditions] (BNF 34106789, présentation en ligne), t. II, Article Tellot
- François Dornic, Grands notables du Premier Empire : Mayenne, Editions du CNRS, 1986.